# Kath Pettingill
Kathleen « Kath » Pettingill, née le 27 mars 1935 est la matriarche d'une famille criminelle de Melbourne, la famille Pettingill (en).

## Biographie
Kathleen Pettingill est née le 27 mars 1935. Elle a d'abord travaillé dans un bar, et après avoir exercé comme prostituée, elle a continué en gérant des bordels,. Elle vit avec ses enfants dans le quartier de Richmond à Melbourne et plus précisément à Heidelberg West (en) dans le village olympique construit pour les jeux olympiques de 1956. Plusieurs de ses fils sont placés au Turana Boys' Home (en).
Le 7 novembre 1951, elle accouche à 16 ans de son premier fils, Denis Bruce Allen (1951–1987). Elle a eu 7 fils et une fille de deux pères différents dont plusieurs ont entamé une carrière criminelle. Dennis Bruce Allen (en)  était un trafiquant de drogue, emprisonné pour viol en 1973. Il est mort en 1987 d'une crise cardiaque alors qu'il était en détention en attendant son procès pour meurtre. Peter Allen, né en 1953 est reconnu coupable de vol à main armée et a passé 28 ans en prison.
Elle a eu 6 enfants avec William George « Billy » Peirce mort en 1968:
- Vicki ou Vicky Brooks (née en 1954 ; née Pettingill) – a témoigné contre la famille lors du procès de Walsh Street et a ensuite été placée sous protection de témoin.

- « Shelley » (née en 1956) est placée en adoption et rétablit le contact avec Pettingill en 1989[1].
- « Stephen » (né en 1957) est placé en adoption et rétablit le contact avec Pettingill en 1989[1].
- Victor George Peirce (en) (1958–2002) est acquitté des fusillades policières de Walsh Street (en) en 1988 et tué en 2002.
- Lex Peirce (né en 1960) a un casier judiciaire en tant que mineur[2].
- David (né en 1961) est placé en adoption[1].

Elle a eu deux enfants avec Jimmy Pettingill (décédé en 1972) :
- Jamie Pettingill (1963–1985) est mort d’une overdose d’héroïne à l’âge de 21 ans[6].
- Trevor Pettingill (né en 1965) est acquitté des fusillades policières de Walsh Street en 1988[7]. Il a été condamné à plusieurs reprises pour des infractions liées aux armes à feu et à la drogue et a purgé plusieurs peines de prison[8]. Il a été décrit comme un « criminel de carrière »[8].

Pettingill a un œil de verre à la place de celui qu'elle a perdu après avoir été blessée par balle en 1978 par Kim Nelson et Keryn Thompson. La balle a traversé une porte fermée dans les appartements de la Collingwood Housing Commission de Victoria (en) alors qu'elle et son fils, Dennis Allen, tentaient de rembourser une dette de 300 $ au nom de sa fille, Vicky Brooks.

## Dans la culture populaire
Une biographie de sa vie, The Matriarch: The Kathy Pettingill Story est écrite par Adrian Tame et publiée en 1996. En 2007, Pettingill vivait à Venus Bay (en), Gippsland, Victoria.
Dans la mini-série Killing Time (en) de 2011 qui raconte l'histoire de l'avocat Andrew Fraser, Pettingill est un personnage majeur, joué par Kris McQuade (en),.
La vie de la famille Pettingill, a inspiré le film australien Animal Kingdom de 2010, dans lequel Kath Pettingill est reconnaissable dans le personnage de Janine « Smurf » Cody. Elle est interprétée par Jacki Weaver,. On retrouve également Kath Pettingill dans l'émission télévisée TNT de 2016 du même nom interprétée par Ellen Barkin. Weaver est nommée pour un Oscar dans la catégorie Meilleure actrice dans un second rôle pour sa performance.